# River Camp
El River Camp es un predio deportivo del C. A. River Plate en la ciudad de Ezeiza, provincia de Buenos Aires. Ubicado a la vera de la Autopista Ezeiza-Cañuelas, alberga los campos de entrenamiento de juveniles y del equipo de primera división.

## Historia
El terreno pertenecía a la Armada Argentina pero fue cedido por el Estado nacional (en concesión por 99 años) por orden del presidente Carlos Saúl Menem, simpatizante de River Plate, en 1999. El predio original por su parte fue inaugurado en 2001. Inicialmente tenía tres campos de juego y un vestuario.
A iniciativa del director técnico Marcelo Gallardo y la directiva del club, fue renovado en 2016 con nuevas instalaciones (comedor, nuevo campo de juego, vestuarios, etc.), incorporándose siete hectáreas adicionales. De este modo, fue reinaugurado «River Camp» el 20 de septiembre de 2016.
A fines de 2020 el club planteó utilizar al River Camp para jugar de local con el primer equipo durante la Copa de la Liga 2020, como alternativa al alquiler de un estadio (el Estadio «Monumental» estaba en plenas obras de remodelación). Para ello, lo sometió a obras para su acondicionamiento. Sin embargo, ante la negativa de la LPF, la escuadra de River jugó de local en el Estadio «Libertadores de América» del C. A. Independiente.

## Instalaciones
El River Camp cuenta con siete campos de juego de medidas reglamentarias (iguales a las del Estadio «Monumental»); comedor, gimnasio, vestuario y otras facilidades para el equipo.